# Cireșu, Brăila
Cireșu este satul de reședință al comunei cu același nume din județul Brăila, Muntenia, România.